# ورم الغدة النخامية
ورم الغدة النخامية (بالإنجليزية Pituitary adenoma) هي أورام في الغدة النخامية تؤثر في أداء الجهاز الهرموني، حيث من الممكن أن يبدأ هذا الجهاز بإفراز هرمونات دون سيطرة أو تحكم. ومن جهة أخرى، يمكن للورم أن يعيق إفراز الهرمونات بشكل سليم، دون أن يقوم هو بإفراز الهرمونات بنفسه. تنقسم أورام الغدة النخامية إلى ثلاثة فئات وهي ورم حميد، ورم رغدي اجتياحي (invasive adenoma)، وسرطانية نادرة الحدوث. أورام الغدة النخامية بشكل عام هي أورام لا تقتحم الطبقات القريبة منها ولا تنتقل إلى الأعضاء البعيدة، معظم الأورام التي تصيب الغدة النخامية هي في معظمها أورام حميدة (حوالي مايقرب من 35٪) ورم رغدي اجتياحي 0.1٪ فقط - 0.2 أورام سرطانية. تمثل أورام الغدة النخامية من 10٪ إلى 25٪ من جميع الأورام داخل الجمجمة.
يتم تعريف الأورام الحميدة التي تزيد عن 10 مليمترات (0.39 بوصة) بالحجم الكبير، والأورام الأصغر من 10 مم يُشار إليها باسم الأورام الدقيقة. معظم أورام الغدة النخامية هي أورام دقيقة، ولها انتشار يقدر ب 16.7٪ (14.4٪ في دراسات التشريح و 22.5٪ في الدراسات الإشعاعية).

## العلامات والأعراض

### من الناحية الجسدية
تسبب أورام الغدة النخامية إفراط في إفرازات الغدة من الهرمونات وتعتمد الأعراض في ظهورها على حجم الورم ونوع الهرمون الذي يتم إفرازه بشكل غير طبيعي. بعض الأورام تفرز أكثر من هرمون واحد، ولكن الهرمونات الأكثر شيوعاً في معظم أورام الغدة هو هرمون النمو والبرولاكتين.
قد تظهر بعض المشاكل البصرية بسبب الضغط الناشئ من الورم الموجود في الغدة النخامية على العصب البصري. كما يمكن أن يسبب الورم الحميد داخل الغدة النخامية أعراض زيادة الضغط داخل الجمجمة ويسمى ذلك بالضغط داخل القحف ومن أعراضة ما يلى: تغير مستوى الوعي، الصداع خصوصا في ساعات الصباح الأولى، اعراض مركزيه للجهاز العصبي كتغير في الرؤية والشلل في العضلات وقله الإحساس في الالم، تغير بؤبؤ العين، ارتفاع ضغط الدم الانقباضي مع ثبات الضغط الانبساطي، ارتفاع شديد في درجه الحرارة.
من أشهر أورام الغدة النخامية هو الورم البرولاكتيني أو البرولاكتينوما والذي قد يسبب انقطاع للطمث بسبب زيادة إفراز البرولاكتين الذي يعطل إفراز الغدة النخامية لهرمون الغونادوتروبين مما ينجم عنه قصور في الغدد التناسلية.
هناك أنواع مختلفة من الصداع في المرضى الذين يعانون من أورام الغدة النخامية. قد يكون الورم الحميد هو العامل الرئيسي المسبب للصداع أو قد يؤدي إلى تفاقم الصداع الناجم عن عوامل أخرى. ومن بين أنواع الصداع الذي قد يسببه الورم: الصداع النصفي المزمن والعرضي والصداع العنقودي والشقيقة المستمرة (HS).

### من الناحية النفسية
ارتبطت أعراض نفسية مختلفة مع اضطرابات الغدة النخامية مثل الاكتئاب، والقلق، واللامبالاة، وعدم الاستقرار العاطفي.

### المضاعفات

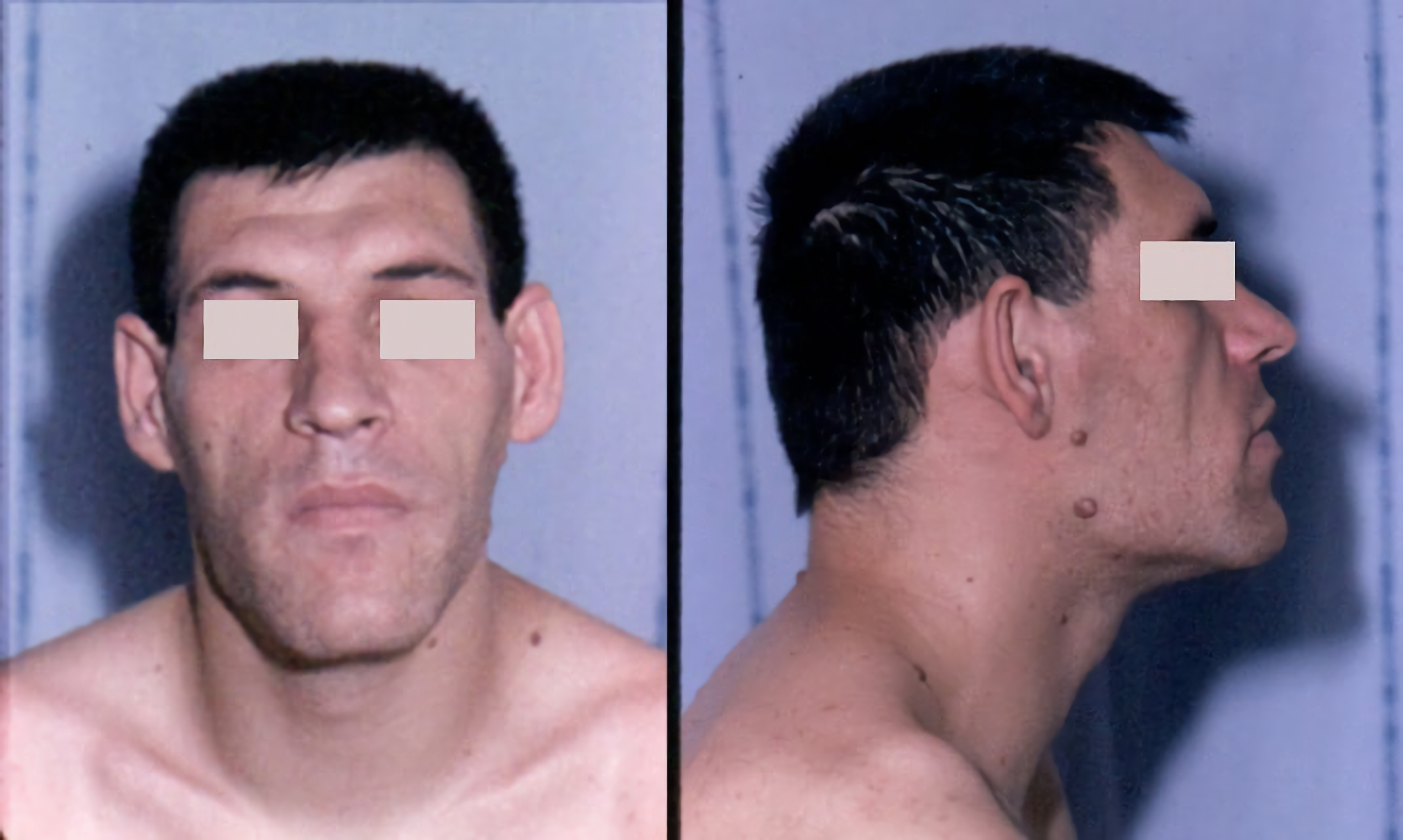
التغيرات المورفولوجية في الوجه الناجمة عن مرض ضخامة الأطراف منها : بروز جبهي أنف متسع، بروز عظمة الفك السفلي مع زيادة حجم اللسان وتباعد الأسنان وتضخم اللسان (ضخامة اللسان).

- ضخامة الأطراف هي متلازمة تنتج عند زيادة إفراز هرمون النمو(GH) من قبل الفص الأمامي للغدة النخامية، وذلك بعد توقف الصفائح (أو الغضاريف) المشاشية عن النمو ويحدث ذلك عند البلوغ، أما زيادة هرمون النمو قبل توقفها عن النمو ينتج عنه مرض العملقة ومن أعراضها تضخم في الأنسجة الرخوة مما يؤدي إلى زيادة حجم اليد والقدم والأنف والأذن والجلد، فيلاحظ المريض عدم ملاءمة حذائه أو خاتمه، تضخم الأعضاء الداخلية كالقلب ومن ثم ضعف عضلاته، والكلى، والأحبال الصوتية فيصبح صوته أجش، زيادة في حجم الجمجمة، بروز عظمة الفك السفلي مع زيادة حجم اللسان وتباعد الأسنان، متلازمة المجرى الرسغي، فرط التعرق وزيادة الإفرازات الدهنية وفرط الإشعار وظهور تصبغات جلدية وأورام حميدة في الجلد.[14][15]
- متلازمة كوشينغ هو اضطراب هورموني ناتج عن زيادة افراز هرمون الكورتيزول في الدم، تشتمل الأعراض على زيادة سريعة في الوزن وتكون متمركزة في مركز الجسم حيث تلاحظ السمنة في الوجه والجذع وغالبا ما تبقى الأطراف دون تأثراو تكون انحف من الطبيعي لزيادة سرعة تكسير البروتين نتيجة للوجود الكورتيزول في الدم بصورة كبيرة، كما تلاحظ زيادة التعرق والتوسعات في الشعيرات الدموية السطحية.[16][17]

تسبب متلازمة كوشينغ ترقق الجلد، التبقع الجلدي وغالبا ما يظهر بلون قرمزي، ظهور الأتلام الجلدية وهي عبارة عن تشققات في سطح الجلد تنجم عن تمدده السريع عقب زيادة الوزن السريعة. عادة ما تظهر في منطقة البطن حول السرة وفي منطقة الإلية وفي الجزء الأنسي من الفخذين والإبطين وعند منطقة الثدي، الشعرانية أو زيادة نمو شعر الجسم، حدبة بوفالو وهي عبارة عن تكتل شحمي يتوضع في أسفل الرقبة من الجهة الخلفية، الأرق الليلي، الاكتئاب، فقد الشهوة الجنسية، انقطاع الطمث، ارتفاع ضغط الدم غير المستجيب للعلاج، ضعف الاستجابة لهرمون الانسولين وبالتالي الإصابة بمرض السكري، ترقق العظام.
- سكتة نخامية هي نزيف أو خلل في التروية الدموية للغدة النخامية عند قاعدة الدماغ. أكثر الأعراض شيوعاً هو صداع مفاجئ يصاحبه عادة تدهور سريع في مجال الرؤية أو نظر مزدوج سببه الضغط على الأعصاب المحيطة بالغدة النخامية. هذه الأعراض في كثير من الحالات يلحقها أعراض حادة يسببها نقص إفراز الهرمونات المهمة وبصورة طاغية قصور في الهرمونات الكظرية.[18]
- مرض السكري الكاذب ومن أعراضه التبول المفرط من 4 إلى 20 ليتر يوميًا، والبوال الليلي والعطش الشديد.[19] ويتم تشخيص المرض السكري الكاذب عن طريق فحص البول حيث يكون لونه شفاف مائي ولا يحتوي على الجلكوز أو الالبيومين أو الأجسام الكيتونية، تكون الكثافة النوعية منخفضة وتساوي تقريباً 1.001- 1.005 قريبة من كثافة الماء النوعية التي تساوي 1، يتمفحص الهرمونات حيث يُلاحظ وجود نقص في هرمون فازوبرسين.

## عوامل الخطر

### الورم الصماوي المتعدد
تعتبر أورام الغدة النخامية أحد أنواع الورم الصماوي المتعدد النوع 1 وهو نوع من مجموعة من الاختلالات التي تحصل في جهاز الغدد الصماء في الجسم الذي يُعدّ مسؤولاً عن إفراز الهرمونات المختلفة في الدمّ. تكون الورم الصماوي المتعدد يؤدي إلى نشوء أورام في غدّتين على الأقلّ بالإضافة إلى أنّه يؤدي إلى حدوث أورام في أنسجة الجسم الأخرى، وهذه الأورام قد تكون من النوع الحميد وقد تكون من النوع الخبيث.

### متلازمة كارني
متلازمة كارني (Carney complex) ومتلازمة لامب (LAMB syndrome) ومتلازمة نيم (NAME syndrome) هي صفات سائدة تشمل الأورام المخاطية التي تحدث في القلب والجلد وزيادة تصبغ الجلد (النمش) وزيادة نشاط جهاز الغدد الصماء.

## وظيفة الغدة النخامية

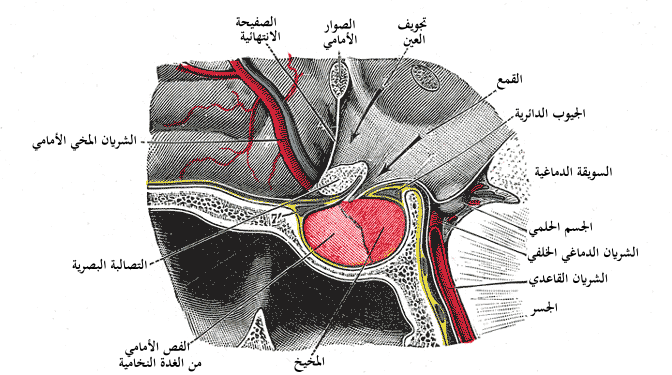
الغدة النخامية

تنقسم الغدة النخامية إلى ثلاث فصوص: الفص الأمامي (النخامة الأمامية) والفص الخلفي (النخامة الخلفية) والفص الأوسط. يقوم الفص الامامي والأوسط المعروفان بالجزء الغدي بإفراز هرمونات بعينها مثل الهرمون الموجه لقشر الكظر (ACTH)، وهرمون الحليب برولاكتين (prolactin) وهرمون النمو (GH) والهرمون منبه الدرقية (TSH) وهرمون منبه للجريب (FSH) والهرمون الملوتن (LH)، بينما الفص الخلفي يخزن الهرمونات التي يفرزها الجزء العصبي من الهيبوثالامس (Hypothalamus) وينظم إفرازها، فهو يفرز الهرمون المضاد لإدرار البول (ADH) والأوكسيتوسين (Oxytocin).
وهذه الغدد سواء الفص الامامي أو الخلفي تفرز هرموناتها بتنظيم وإدارة دقيقة جداً من الوطاء (هيبوثلامس).
تعتير الغدة النخامية من أهم الغدد في الجسم ويسميها البعض مايسترو الغدد لأنها المُنظمة لباقي الغدد ويوجد هناك علاقة بينها وبين الهيبوثالاموس.

## التشخيص
يتم تشخيص أورام الغدة النخامية من خلال مجموعة من الأعراض ذات الصلة المعروضة أعلاه.
الأورام التي قد تسبب صعوبة بصرية من المرجح أن تكون ورم كبير (ماكروينوما) أكبر من 10 ملم.

يتم تأكيد التشخيص عن طريق اختبار مستويات الهرمون، والتصوير الإشعاعي من الغدة النخامية (على سبيل المثال، تصوير مقطعي محوسب أو تصوير بالرنين المغناطيسي).

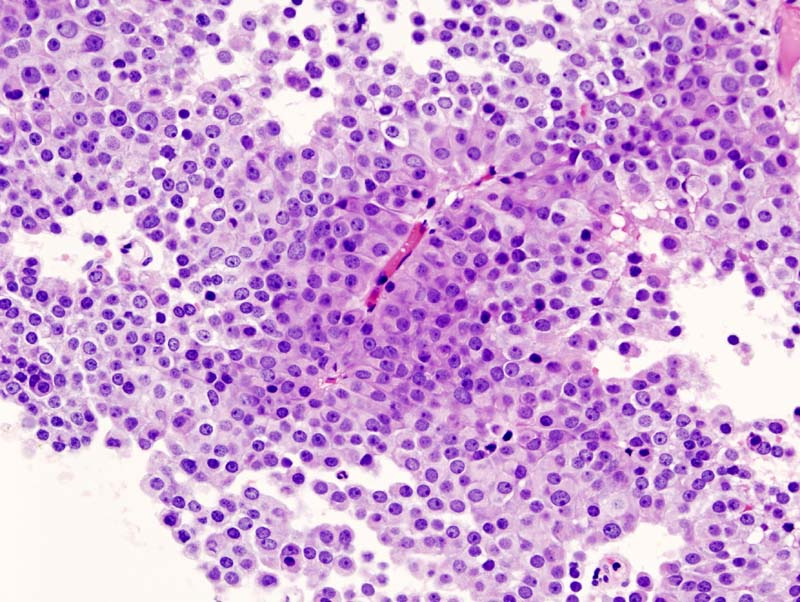
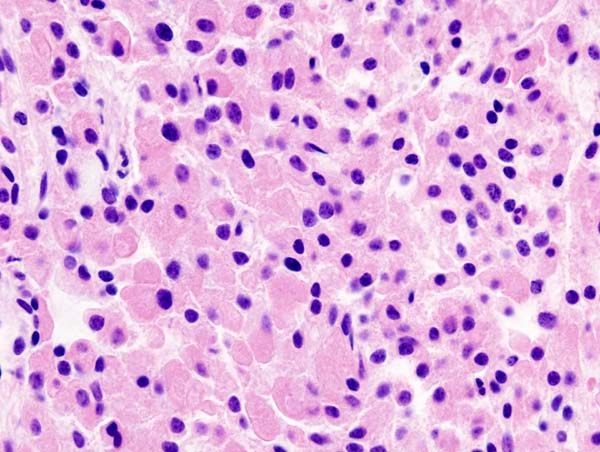
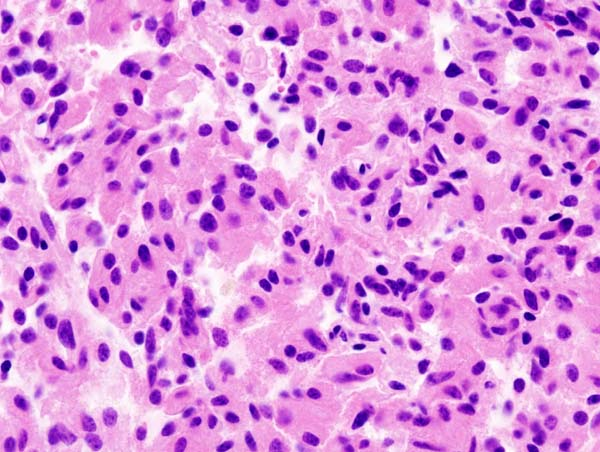

### تصنيف وتقسيم الأورام
تصنف أورام الغدة النخامية على أساس المعايير التشريحية والنسيجية والوظيفية.
- تصنف أورام الغدة النخامية تشريحيا حسب حجمها على أساس النتائج الإشعاعية. إما الورم الليفي العضلي (أقل من 10 مم) أو الأورام الغدية (متساوية أو أكبر من ≥10 مم).

يتم التصنيف استنادا إلى النتائج التشريحية إلى 4 درجات:
المرحلة الأولى: ورم صغير أقل من (<1 سم) دون الوصول إلى السرج التركي (باللاتينية: Sella turcica).
المرحلة الثانية: ورم كبير (≥1 سم) يمكن أن يمتد فوق السرج التركي. المرحلة الثالثة: ورم كبير مع التوسع والامتداد في منطقة السرج التركي. المرحلة الرابعة: تدمير السرج التركي.
| نوع الورم                    | إفرازات                                                | الصبغة المستخدمة   | باثولوجي                                           | النسبة المئوية لحالات انتاج هرمون |
| (ورم برولاكتيني)             | يقوم بإفراز البرولاكتين                                | أليف الحمض (أنسجة) | ثر اللبن، قصور الغدد التناسلية، انقطاع الحيض، عقم. | 30%                               |
| أورام جسدية                  | هرمون النمو (GH)                                       | أليف الحمض (أنسجة) | ضخامة الأطراف                                      | 15%                               |
| الأورام القشرية              | الهرمون الموجه لقشر الكظر (ACTH)                       | مستقعد             | مرض كوشينغ                                         |                                   |
| أورام الغدد التناسلية        | هرمون منشط للجسم الأصفر (LH)، هرمون منشط للحوصلة (FSH) | مستقعد             | عادة لا تسبب أى أعراض                              | 10%                               |
| أورام الغدية الدرقية (نادرة) | هرمون منبه الدرقية (TSH)                               |                    | فرط الدرقية، ولكن في الأغلب لا تسبب أعراض          | أقل من 1٪                         |
| أورام الخلايا الخالية        | لا تفرز هرمونات                                        |                    |                                                    | 25%                               |

#### انبثاث الأورام إلى الغدة النخامية
الانبثاث أو هجرة الخلايا السرطانية (بالإنجليزية: Metastasis) يُقصد بها عملية انتقال الخلايا السرطانية من عضو إلى آخر. تحدث هذه العملية عند انتقال الخلايا عن طريق الدم أو الجهاز الليمفي، ويُشار للسرطان في العضو الجديد بالسرطان الثانوي.
السرطانات التي تنتشر إلى الغدة النخامية هي غير شائعة وعادة ما تكون في كبار السن ومن أشهرها سرطان الرئة وسرطان الثدي حيث تحدث الانبثاث للغدة النخامية في حوالي 6- 8٪ من الحالات.

## العلاج
تعتمد خيارات العلاج على نوع وحجم الورم.
- الورم البرولاكتيني: دوبامينالدوبامين هي المادة الكيميائية التي تمنع عادة إفراز البرولاكتين، لذلك قد يستخدمها الطبيب لعلاج ورم مادة البروموكريبتين أو مادة الكابيرقولين التين تعملان عمل الدوبامين. وهذا النوع من الدواء يسمى مشارك الدوبامين. هذه الأدوية تعمل على تقليص الورم وتجعل مستويات البرولاكتين تعود إلى طبيعتها في ما يقرب من 80 ٪ من المرضى. والحل الأخر في حالة فشل الأدوية هو الجراحة.
- دانازول هو مركب ستيرويدي يعمل على تثبيط الغدة النخامية الأمامية.[35]

## وصلات خارجية
- Cancer.gov: pituitary tumors
- Cleveland Clinic: Evaluation and management of pituitary incidentalomas
- The Pituitary Foundation (UK)
- The Pituitary Network Association -- pituitary.org (USA)